# 野鲤碘泡虫
野鲤碘泡虫（学名：Myxobolus koi）为碘泡科碘泡虫属的动物。分布于俄罗斯、日本以及广东、辽宁、湖北、江苏、浙江、福建、湖南、四川、江西、陕西、吉林、宁夏武陵山地区等，营寄生生活，寄生在鲤的鳃、体表、鳍、胆囊、胃、鲫的鳃、胆囊、鲮的鳃、体表、肠、镜鲤、赤眼鳟、兴凯橘、胡鲇、白甲鱼、泉水鱼的鳃以及胡鲇、黄䱂的体表。